# El Gastor
El Gastor là một đô thị trong tỉnh Cádiz, Tây Ban Nha. Theo điều tra dân số 2005 đô thị này có dân số là 1948 người.

## Dân số
| 1999  | 2000  | 2001  | 2002  | 2003  | 2004  | 2005  |
| ----- | ----- | ----- | ----- | ----- | ----- | ----- |
| 1.978 | 1.953 | 1.926 | 1.948 | 1.957 | 1.948 | 1.948 |

Nguồn: INE (Tây Ban Nha)

## Hình ảnh

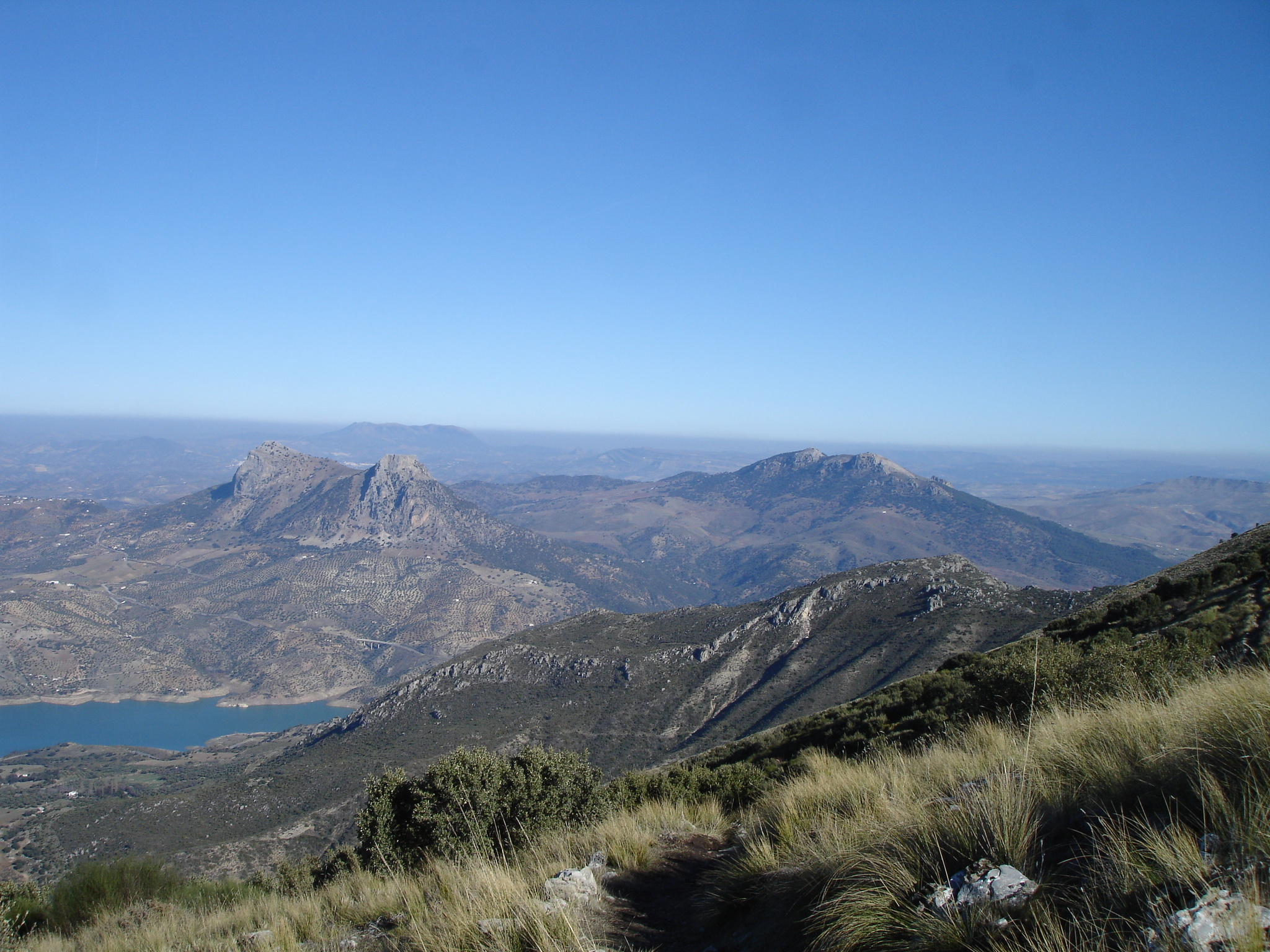
El Gastor from Cerro Coros (Puerto de las Palomas)